# Ліази
Ліази — окремий клас ферментів, що каталізують реакції негідролітичного і неокислювального розриву різних хімічних зв'язків (C-C, C-O, C-N, C-S і інших) субстрату, оборотні реакції утворення і розриву подвійних зв'язків, що супроводжуються відщепленням або приєднанням груп атомів за її місцем, а також утворенням циклічних структур. Наприклад, ензим що каталізує цю реакцію буде ліазою:
ATP → cAMP + PPi
Ліази відрізняються від інших ензимів тим, що потребують лише одного субстрату для реакції в одному напрямку, але двох субстратів для реакції в протилежному.